# Dolors Vives Rodon
Pour les articles homonymes, voir Vives et Rodon.
Dolors Vives i Rodon, née à Valls le 15 novembre 1908 et morte le 12 juin 2007 à Barcelone, est une aviatrice catalane.
Femme pionnière de l'aviation en Europe avant la Seconde Guerre mondiale, elle s'engage dans l'Armée populaire de la République durant la guerre d'Espagne.

## Biographie

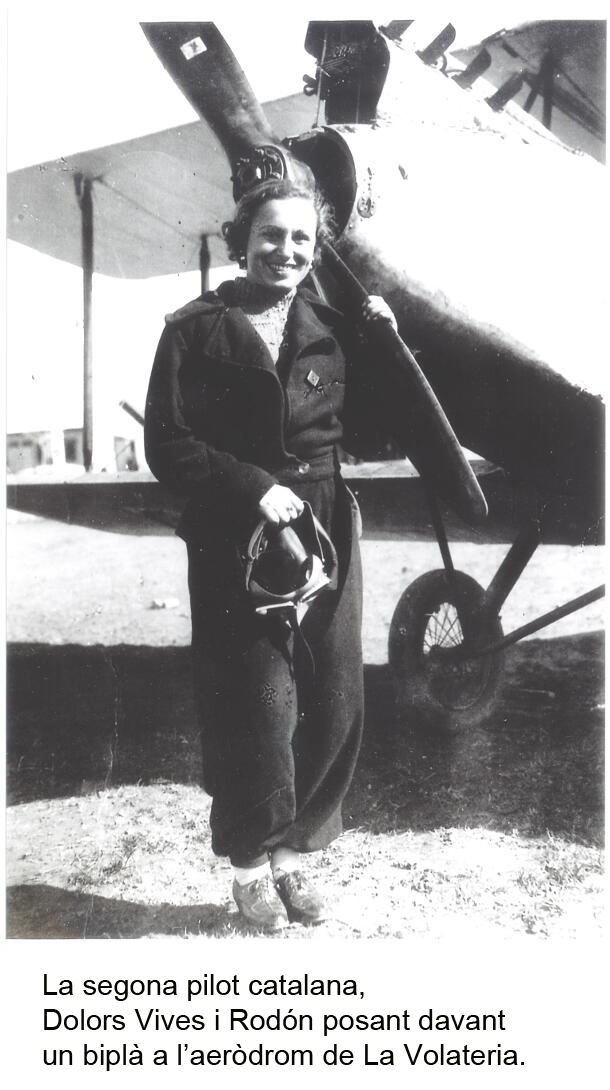

Issue d'une famille ouvrière de Valls (province de Tarragone) qui s'installe à Barcelone  - Dolors a alors douze ans -, elle étudie la musique, notamment le piano et le violoncelle à La Bonne (Centre de Cultura de Dones Francesca Bonnemaison), et se destine à être professeure de piano.
La jeune Dolors s'intéresse très tôt à l'aviation alors qu'arrive le dirigeable Zeppelin à Barcelone. Elle s'inscrit au club d'aviation Aero Club Popular, destiné à sensibiliser les jeunes des classes populaires à l'aéronautique moderne (1933) sous la République. 
Dolors est impressionnée par les performances en vol de l'aviatrice catalane Maria Josep Colomer i Luque (1913-2004), avec qui elle entretiendra plus tard une grande amitié.
En novembre 1934, Dolors Vives bénéficie d'une bourse pour étudier le pilotage d'avion et réussit l'examen en mars 1935. Elle devient l'une des premières catalanes pilote d'avion.
La guerre d'Espagne éclate en juillet 1936, et Alberto Bayo, le chef de l'Aeronàutica Naval de Barcelona, la mobilise pendant la guerre. Elle contrôle notamment le Delta de l'Ebre, au sud de la Catalogne, et le cap de Creus, au nord. Elle s'engage dans la guerre et participe aux combats. 
En 1938, les nationalistes espagnols bombardent sévèrement Barcelone et l'aéroport d'El Prat. La Généralité de Catalogne donne alors pour mission à Dolors de traduire les documents de guerre de l'Italie fasciste en langue catalane.
En 1939, à l'arrivée au pouvoir par la force des nationalistes, elle subit la répression, mais décide de ne pas s'exiler pour subvenir aux besoins de sa famille, restée en Catalogne, et vit l'« exil intérieur » pendant la dictature franquiste.